# Asplenium contusum
Asplenium contusum är en svartbräkenväxtart som beskrevs av Marie Laure Tardieu och Ching. Asplenium contusum ingår i släktet Asplenium och familjen Aspleniaceae. Inga underarter finns listade.